# I Can't Go On
I Can’t Go On är en låt framförd av sångaren Robin Bengtsson i Melodifestivalen 2017. Låten tog sig till final där den vann med 146 poäng. Låten är skriven och producerad av David Kreuger, Hamed ”K-One” Pirouzpanah och Robin Stjernberg.
Som vinnare av Melodifestivalen framförde Bengtsson låten i Eurovision Song Contest 2017 där den slutade på en 5:e plats med 344 poäng.

## Listplaceringar
| Lista             | Placering |
| ----------------- | --------- |
| Sverigetopplistan | 6         |